# Konrad Peutinger

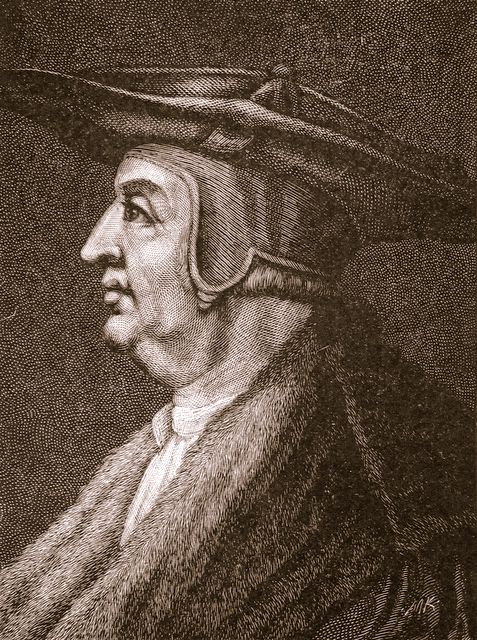
Conrad Peutinger en un grabado renacentista.

Conrad Peutinger (Augsburgo, 14 de octubre de 1465-28 de diciembre de 1547) fue un diplomático alemán humanista, político y economista, que fue educado en Bolonia y Padua. Conocido como un famoso anticuario, formó, con la ayuda de Marcus Welser y su esposa Margareta Welser, una de las mayores bibliotecas privadas al norte de los Alpes.

## Biografía
Peutinger nació en Augsburgo. Estudió Derecho en Padua. En 1497 fue secretario del Ayuntamiento de Augsburgo (Stadtschreiber), al que representó en varias dietas, en particular la de Worms en 1521. Era amigo íntimo del emperador Maximiliano.
Peutinger fue uno de los primeros en publicar inscripciones romanas (Inscriptiones Romanae, 1520). Este trabajo ha sido citado como el más notable de sus escritos sobre las antigüedades clásicas.
El nombre de Peutinger se asocia con la famosa Tabula Peutingeriana, un mapa de las calzadas militares del mundo conocido por los antiguos romanos, que fue descubierta por Conrad Celtis, quien la entregó a Peutinger para su publicación. El mapa fue publicado en 1591 por la editorial de Johannes Moretus con sede en Amberes. Fue publicado por primera vez en su totalidad por Franz Christoph von Scheyb en 1753.
Peutinger también imprimió por primera vez la Getica de Jordanes y la Historia Langobardorum de Paulus Diaconus.